# Los singles (discolibro de Gabinete Caligari)
Los Singles es un álbum recopilatorio de la banda de Pop - Rock española Gabinete Caligari publicado en 2001 por DRO/Tres Cipreses. El disco-libro contiene 19 canciones y libro de 38 páginas con texto de Jesús Rodríguez Lenin y fotografías de Alberto García-Alix.

## Lista de canciones
| N.º | Título                        | Duración |  |
| 1.  | «Al calor del amor en un bar» | 2:52     |  |
| 2.  | «El Juego Y El Juguete»       | 2:40     |  |
| 3.  | «Malditos Refranes»           | 3:17     |  |
| 4.  | «Canción Del Pollino»         | 3:03     |  |
| 5.  | «Gasolina Con Ricino»         | 4:02     |  |
| 6.  | «Cuatro Rosas»                | 3:26     |  |
| 7.  | «Más Dura Será La Caída»      | 4:15     |  |
| 8.  | «Caray»                       | 3:03     |  |
| 9.  | «Haciendo El Bobo»            | 3:40     |  |
| 10. | «Mentir»                      | 3:29     |  |
| 11. | «Que Dios Reparta Suerte»     | 4:35     |  |
| 12. | «Sangre Española»             | 3:36     |  |
| 13. | «Me Tengo Que Concentrar»     | 2:23     |  |
| 14. | «Obediencia»                  | 2:57     |  |
| 15. | «Olor A Carne Quemada»        | 3:35     |  |
| 16. | «Golpes»                      | 2:36     |  |
| 17. | «Brand New Cadillac»          | 2:36     |  |
| 18. | «Tren Especial»               | 3:15     |  |
| 19. | «La Chica Del Brasil»         | 2:29     |  |